# Джонатан Бендер
Джонатан Рене Бендер (англ. Jonathan Rene Bender, нар. 30 січня 1981, Пікаюн, Міссісіппі, США) — американський професіональний баскетболіст, що грав на позиції важкого форварда за декілька команд НБА.

## Ігрова кар'єра
1999 року був обраний у першому раунді драфту НБА під загальним 5-м номером командою «Торонто Репторз». Проте професіональну кар'єру розпочав 1999 року виступами за «Індіана Пейсерз», куди був обміняний одразу після драфта на Антоніо Девіса. Захищав кольори команди з Індіани протягом наступних 7 сезонів. Будучи задрафтованим прямо зі школи, вважався дуже перспективним гравцем. Проте через постійні травми зіграв за «Індіану» лише у 237 матчах. 2005 року журнал Sports Illustrated помістив його на 11 місце у списку найбільших розчарувань сучасної НБА.
Другою і останньою ж командою в кар'єрі гравця стала «Нью-Йорк Нікс», до складу якої він приєднався 2009 року і за яку відіграв один сезон.

## Статистика виступів в НБА

### Регулярний сезон
| Сезон             | Команда           | GP  | GS | MPG  | FG%  | 3P%  | FT%   | RPG | APG | SPG | BPG | PPG |
| ----------------- | ----------------- | --- | -- | ---- | ---- | ---- | ----- | --- | --- | --- | --- | --- |
| 1999–00           | «Індіана Пейсерз» | 24  | 1  | 5.4  | .329 | .167 | .667  | .9  | .1  | .0  | .2  | 2.7 |
| 2000–01           | «Індіана Пейсерз» | 59  | 7  | 9.7  | .355 | .268 | .735  | 1.3 | .5  | .1  | .5  | 3.3 |
| 2001–02           | «Індіана Пейсерз» | 78  | 17 | 21.1 | .430 | .360 | .733  | 3.1 | .8  | .2  | .6  | 7.4 |
| 2002–03           | «Індіана Пейсерз» | 46  | 2  | 17.8 | .441 | .358 | .714  | 2.9 | .9  | .2  | 1.2 | 6.6 |
| 2003–04           | «Індіана Пейсерз» | 21  | 0  | 12.9 | .472 | .409 | .830  | 1.9 | .4  | .2  | .5  | 7.0 |
| 2004–05           | «Індіана Пейсерз» | 7   | 0  | 13.3 | .400 | .200 | .500  | 2.0 | .6  | .1  | .3  | 5.1 |
| 2005–06           | «Індіана Пейсерз» | 2   | 0  | 10.5 | .800 | .000 | 1.000 | 2.0 | 1.0 | .0  | .5  | 5.0 |
| 2009–10           | «Нью-Йорк Нікс»   | 25  | 1  | 11.7 | .400 | .359 | .923  | 2.1 | .6  | .1  | .7  | 4.7 |
| Усього за кар'єру | Усього за кар'єру | 262 | 28 | 14.7 | .417 | .340 | .763  | 2.2 | .6  | .2  | .6  | 5.5 |

### Плей-оф
| Сезон             | Команда           | GP | GS | MPG  | FG%  | 3P%   | FT%  | RPG | APG | SPG | BPG | PPG |
| ----------------- | ----------------- | -- | -- | ---- | ---- | ----- | ---- | --- | --- | --- | --- | --- |
| 2000              | «Індіана Пейсерз» | 9  | 0  | 2.3  | .667 | 1.000 | .500 | .3  | .0  | .1  | .0  | 1.3 |
| 2001              | «Індіана Пейсерз» | 1  | 0  | 4.0  | .000 | .000  | .000 | .0  | .0  | .0  | .0  | .0  |
| 2002              | «Індіана Пейсерз» | 5  | 0  | 9.2  | .500 | .000  | .000 | .8  | .4  | .4  | .6  | 1.2 |
| 2003              | «Індіана Пейсерз» | 3  | 0  | 11.3 | .333 | .333  | .667 | 2.3 | .0  | .0  | .7  | 5.7 |
| 2004              | «Індіана Пейсерз» | 16 | 0  | 12.6 | .406 | .360  | .750 | 1.8 | .4  | .1  | .9  | 4.8 |
| Усього за кар'єру | Усього за кар'єру | 43 | 0  | 7.6  | .454 | .361  | .679 | 1.0 | .2  | .1  | .4  | 2.6 |